# Banyumudal (Moga)
Banyumudal is een bestuurslaag in het regentschap Pemalang van de provincie Midden-Java, Indonesië. Banyumudal telt 15.396 inwoners (volkstelling 2010).

Megalithische sculpturen te Wangkelang bij Banjoemoedal. Fotograaf, Isidore van Kinsbergen  (1821 – 1905)